# 33-й, свідчення очевидців (фільм)
33-й, свідчення очевидців — документальний фільм 1989 року, присвячений Голодомору 1932—1933 років. Знятий режисером Миколою Локтіоновим-Стезенко на Українській студії хронікально-документальних фільмів. Фільм став першою в Україні кінострічкою, присвяченою тематиці Голодомору.

## Історія створення
Зйомки фільму почалися у 1987 році й закінчилися у 1989 році. Оскільки архівні матеріали і кінохроніка були малодоступними автори фільму звернулися через пресу до свідків Голодомору і їхні історії покладені в основу стрічки. Прихильники Сталіна намагалися авторам перешкоджати у створенні фільму. Тривалий час стрічка лишалася майже забутою, за часів незалежності її показали по телебаченню лише один раз. У 2005 році, коли питання Голодомору-геноциду почало набувати популярності на державному рівні, фільм «33-й, свідчення очевидців» перезняли з використанням кінохроніки з версії 1989 року та спогадів самого Миколи Локтіонова-Стезенка.
На своєму ювілейному вечорі у Будинку кіно 16 лютого 2009 року, Локтіонов-Стезенко назвав фільм свідченням його особистої трагедії: від голоду 1932—33 років померли його батьки.
За фільм «33-й, свідчення очевидців» Микола Локтіонов-Стезенко нагороджений орденом «За заслуги» III ступеня

## Сюжет
Фільм оповідає про часи Голодомору-геноциду в Україні та на Кубані.